# Triangle texan

Carte de localisation du triangle texan.

Le triangle texan – en anglais Texas Triangle ou Texaplex – est une région du Texas délimitée par les trois plus grandes métropoles de cet État du Sud des États-Unis : Dallas au nord, San Antonio au sud-ouest et Houston au sud-est. Situé dans la moitié orientale de cet État, il contient plus des deux tiers de sa population en accueillant en outre Austin et College Station. En 2020, il compte en effet près de 21 millions d'habitants.